# Невменяемость
Невменя́емость — состояние лица, при котором оно не в состоянии осознавать фактический характер и общественную опасность своих действий либо руководить ими вследствие психического заболевания или иного болезненного состояния психики. Невменяемость в уголовном праве является основанием для освобождения лица от уголовной ответственности и применения к нему принудительного лечения.
Представления о том, что к страдающим психическими заболеваниями лицам нельзя подходить с теми же критериями оценки поведения, что и к психически нормальным, в примитивном виде сформировались уже достаточно давно (следует вспомнить, например, отношение к юродивым в допетровской Руси). Развитие психиатрической науки на современном этапе позволило сформировать представление о невменяемости лиц, совершивших общественно опасные деяния под влиянием расстройств психики, повлиявших на их способности к оценке социальной значимости последствий своих действий и на их волевую сферу.
Невменяемость лица — это понятие, характерное только для уголовного права: данная категория неприменима к иным видам поведения лица, кроме совершения им конкретного общественно опасного деяния.

## Учение о невменяемости в истории и теории уголовного права
Понятие невменяемости имеет сравнительно недавнее происхождение. В римском праве способность ответствовать за причинённый преступлением вред сливалась со способностью предпринимать действия с юридическими последствиями; иначе говоря, уголовная вменяемость совпадала с гражданскою дееспособностью. Тем не менее существовали отдельные постановления о безответственности малолетних (лат. infantes), умалишённых (лат. furiosi) и т. п. В источниках иногда употребляется выражение лат. injuriae сарах, doli или лат. culpae capax; с другой стороны, встречается и понятие лат. innocentia consilii; но общих признаков вменяемости установлено не было. Не были установлены признаки вменяемости и в средневековом праве.
Только в конце XIX века появляются попытки определить общие условия вменения и вырабатываются понятия вменяемости и невменяемости. Исторически первым появилось понятие «невменяемость»: установление признаков вменяемости совершалось отрицательным путём.
В юридической литературе существует несколько подходов к трактовке невменяемости. Одни авторы отождествляют невменяемость с определённым состоянием психики, исключающим возможность осознания своих общественно опасных действий и контроля за ними и позволяющим поставить вопрос об экскульпации (освобождении от уголовной ответственности) лица. Другие, критикуя данную позицию, указывают, что «невменяемость есть не что иное, как неспособность психически больного лица действовать виновно».

## Критерии невменяемости
В современном уголовном праве выделяются медицинский и юридический критерий невменяемости.
Юридический критерий включает в себя неспособность лица сформировать необходимое интеллектуальное и волевое отношение к совершаемому деянию.
Медицинский (биологический) критерий определяется наличием у лица признаваемого медициной состояния расстройства психической деятельности, которое является причиной наличия юридического критерия.
Как следует из названий критериев невменяемости, для определения наличия или отсутствия состояния невменяемости в каждой конкретной ситуации требуется применение как юридических, так и медицинских специальных знаний. Поэтому при установлении невменяемости используется такая процессуальная форма, как судебно-психиатрическая экспертиза. При этом необходимо иметь в виду, что экспертизой может оцениваться только наличие или отсутствие медицинского критерия невменяемости, судебные эксперты любой специальности не вправе давать заключение о «вменяемости» или «невменяемости» обследованного ими обвиняемого. Результат судебной экспертизы должен быть подвергнут юридической оценке с учётом прочих обстоятельств дела, на основе чего должен быть сделан вывод о вменяемости или невменяемости лица. В судебной практике нередко встречаются случаи, когда оценки экспертов-психиатров механически переносятся в определения судов, без установления юридического критерия невменяемости. Такая практика оценивается в научной литературе как некорректная, фактически низводящая понятие невменяемости до понятия душевной болезни:73.

## Объективные и субъективные признаки невменяемости
Невменяемость в уголовном праве рассматривается только в связи с совершением лицом общественно опасного деяния: как указывает Г. В. Назаренко, «уголовное право не признаёт потенциальную невменяемость, то есть невменяемость, существование которой постулируется независимо от факта совершения общественно опасного деяния, предусмотренного уголовным законом»:78. Такое деяние причиняет объективный вред общественным отношениям, иным охраняемым уголовным законом интересам, ценностям или благам либо ставит их в опасность причинения вреда:74. Признаки объективной стороны деяния невменяемого совпадают с признаками объективной стороны преступления:75.

## Невменяемость в уголовном процессе
Процессуальный порядок определения невменяемости может быть различным в зависимости от того, признаётся ли законодательством данного государства презумпция вменяемости лица, то есть не исходит ли уголовный закон из мысли о способности ко вменению всех лиц, переступивших порог возраста уголовной ответственности. Если вменяемость есть легальная презумпция, то обвинитель не должен в каждом отдельном случае доказывать наличность положительных условий вменяемости; если же обвиняемый ссылается на невменяемость, то он и должен доказывать то обстоятельство, которое исключает вменение в данном случае. В противном же случае обязанность установления вменяемости возлагается на обвинителя.
Последствием признания лица невменяемым является прекращение уголовного дела вследствие отсутствия состава преступления (так как вменяемость является обязательным признаком субъекта преступления и при наличии состоянии невменяемости этот элемент состава преступления отсутствует). К лицу могут быть также применены принудительные меры медицинского характера.

## Невменяемость и вменяемость
Существует и противоположная категория — вменяемость, которая является обязательным признаком субъекта преступления. В теории уголовного права под вменяемостью, как правило, понимают отсутствие невменяемости. Наличие двойного отрицания в этом определении («отсутствие отсутствия вменяемости») заставляет некоторых учёных критически к нему относиться. Б. Спасенников считает, что включение в уголовный закон определения вменяемости, её признаков и критериев «выступило бы гарантом законности при решении вопроса о привлечении лица к уголовной ответственности, логически и юридически завершило бы законодательную формулировку важнейшего принципа уголовного права — принципа вины», и определяет вменяемость как «способность лица к осознанному волевому поведению».

## Ограниченная вменяемость
Если у лица диагностировано какое-либо психическое расстройство, однако оно не полностью утратило способность осознавать свои действия и руководить ими, оно может быть признано вменяемым, хотя и с определёнными ограничениями.
Уголовное законодательство некоторых стран мира устанавливает особенности привлечения к ответственности таких лиц, которые, как правило, заключаются в смягчении применяемого к ним наказания и возможности назначения принудительного лечения.

## Невменяемость в уголовном праве России
Действующий УК РФ устанавливает, что не подлежит уголовной ответственности лицо, которое во время совершения общественно опасного деяния находилось в состоянии невменяемости, то есть не могло осознавать фактический характер и общественную опасность своих действий (бездействия) либо руководить ими вследствие хронического психического расстройства, временного психического расстройства, слабоумия или иного болезненного состояния психики (ч. 1 ст. 21 УК РФ).
Таким образом, по УК РФ, юридический критерий невменяемости определяется двумя признаками, интеллектуальным и волевым, причём достаточным для признания лица невменяемым является наличие хотя бы одного:
- Интеллектуальный признак предполагает невозможность (неспособность) лица осознавать опасность своего действия (бездействия). Наличие интеллектуального признака юридического критерия невменяемости может быть обусловлено как отсутствием у лица понимания содержания фактической стороны своих действий (например, при эпилептическом припадке лицо может в момент помрачения сознания неконтролируемыми конвульсивными движениями причинить вред здоровью другому лицу, не осознавая при этом даже факта совершения каких-либо действий), так и непониманием лицом социального смысла своего деяния, то есть в отсутствии понимания его общественно опасного характера. В этих случаях лицо осознаёт фактическую сторону своего поведения, но в связи с психическими нарушениями считает свои действия общественно полезными или нейтральными либо вообще неспособно оценивать их общественное значение (например, при слабоумии).
- Волевой признак предполагает неспособность лица руководить своими действиями (бездействием). Волевой признак может как являться следствием интеллектуального (если лицо не осознаёт факта совершения им каких-либо действий, оно вследствие этого не может ими руководить), так и иметь самостоятельное значение, в случаях, когда лицо осознаёт уголовную противоправность совершения каких-либо действий, но не может воздержаться от их совершения.

Медицинский критерий характеризуется наличием у лица болезненного состояния психики. Под болезненным состоянием психики понимается наличие психического заболевания, повлекшего нарушение нормальной психической деятельности, обусловливающее неадекватное поведение больного, которое может относиться к одной из перечисленных в уголовном законе категорий:
- Хроническое психическое расстройство — длительное, трудноизлечимое или вообще неизлечимое психическое заболевание, развивающееся, как правило, вследствие органического поражения мозга. Формами проявления такого расстройства могут быть такие заболевания, как шизофрения, эпилепсия, прогрессивный паралич, старческое слабоумие и т. д.
- Временное психическое расстройство — психическое заболевание, протекающее в течение короткого промежутка времени, проявляющее себя либо непосредственно в ходе совершения общественно опасного деяния, либо непосредственно перед ним. Такое расстройство оканчивается после совершения общественно опасного деяния или через какой-то короткий промежуток времени (несколько суток). Вне этого периода времени лицо может не обнаруживать никаких психических отклонений. К числу таких расстройств относятся патологическое опьянение, патологический аффект, иные реактивные состояния.
- Слабоумие (олигофрения) — снижение мыслительной способности человека, которое является настолько существенным, что он не может осознавать характер своих действий, их социальную суть. Слабоумие является врождённым или приобретённым в результате перенесения различного рода заболеваний и травм. Различаются три степени слабоумия: лёгкая (дебильность), средняя или тяжёлая (имбецильность) и глубокая (идиотия). Как правило, невменяемыми признают лиц, страдающих средней, тяжёлой или глубокой степенью олигофрении.
- К иным болезненным состояниям психики относят такие болезненные явления, которые не являются психическими заболеваниями в медицинском смысле, но сопровождаются существенными нарушениями психики (например, опухоли и травмы головного мозга).